# Jürgen Martschukat
Jürgen Martschukat (* 2. März 1965 in Köln) ist ein deutscher Historiker.
Jürgen Martschukat besuchte von 1971 bis 1975 die katholische Grundschule Mainzer Straße in Köln und von 1975 bis 1984 das Humboldt-Gymnasium Köln und das THG Kerpen. Nach dem Abitur 1984 in Kerpen studierte er von 1984 bis 1990 Geschichte, VWL und Anglistik an den Universitäten Bonn und Köln. An letzterer war er von 1987 bis 1990 Tutor an der Anglo-Amerikanischen Abteilung des Historischen Seminars und legte 1990 den Magister Artium ab. Von 1990 bis 1993 wirkte er als freier Mitarbeiter im Lektorat des DuMont Buchverlags. Er wurde 1993 an der Universität Hamburg promoviert, an der er von 1993 bis 2001 Wissenschaftlicher Assistent am Fachbereich Geschichtswissenschaften war.
Nach der Habilitation und Venia Legendi in Neuerer Geschichte wurde er 1999 Privatdozent in Hamburg, wo er von 2002 bis 2003 den Lehrstuhl für Nordamerikanische Geschichte vertrat. Die Deutsche Forschungsgemeinschaft förderte ihn von 2003 bis 2005 als Heisenberg-Stipendiat an der Universität Hamburg. Nach der Vertretung der W3-Professur für Nordamerikanische Geschichte 2005 in Erfurt lehrt er seit 2006 als Professor für Nordamerikanische Geschichte an der Universität Erfurt.
Seine Forschungsschwerpunkte sind nordamerikanische Kulturgeschichte, Geschichte der Gewalt, Geschichte der Familie, Geschlechtergeschichte und Geschichtstheorie.

## Schriften (Auswahl)
- Das Zeitalter der Fitness. Wie der Körper zum Zeichen für Erfolg und Leistung wurde. Fischer, Frankfurt am Main 2019.
- Die Ordnung des Sozialen. Väter und Familien in der amerikanischen Geschichte seit 1770. Campus, Frankfurt am Main 2013.
- mit Olaf Stieglitz: Geschichte der Männlichkeiten. Campus, Frankfurt am Main 2008.
- Geschichte schreiben mit Foucault. Campus, Frankfurt am Main 2002.
- Geschichte der Todesstrafe in Nordamerika. Von der Kolonialzeit bis zur Gegenwart. Beck, München 2002.
- Inszeniertes Töten. Eine Geschichte der Todesstrafe vom 17. bis zum 19. Jahrhundert. Böhlau, Köln 2000.
- Antiimperialismus, Öl und die Special Relationship. Die Nationalisierung der Anglo-Iranian Oil Company im Iran 1951/54. Lit, Münster 1995.